# Preclava
Preclava – wieś w Słowenii, w gminie Ormož. 1 stycznia 2018 liczyła 42 mieszkańców.